# 응우옌콰남
응우옌콰남(베트남어: Nguyễn Khoa Nam)은 베트남 공화국 육군 소속의 보병으로, 계급은 소장이었다. 그는 1975년 베트남 공화국이 북부에 의해 패망하자 자살한 여러 군인들 중 한 명이다.

## 같이 보기
베트남 공화국이 멸망하자 자살한 인물들
- 레반흥
- 쩐반하이
- 팜반푸
- 호응옥껀
- 레응우옌비